# Oripoda maxensis
Oripoda maxensis är en kvalsterart som beskrevs av Sandór Mahunka 1984. Oripoda maxensis ingår i släktet Oripoda och familjen Oripodidae. Inga underarter finns listade i Catalogue of Life.